# 1978 في فنزويلا
فيما يلي قوائم الأحداث التي وقعت خلال عام 1978 في فنزويلا.

## رياضة
- 1 يناير – الدوري الفنزويلي الممتاز 1978 الفائز نادي بورتوغيزا.

## مواليد

### يناير
- 4 يناير – فيلي مارتينيز لاعب كرة قاعدة فنزويلي.

### فبراير
- 21 فبراير – رينيه رييس لاعب كرة قاعدة فنزويلي.

### مارس
- 17 مارس – باتريك لوبيز ملاكم فنزويلي.

### أبريل
- 20 أبريل – ميغيل أكوستا ملاكم فنزويلي.

### مايو
- 5 مايو – سانتياغو كابريرا ممثل تشيلي.
- 15 مايو – غويلرمو رودريغيز لاعب كرة قاعدة فنزويلي.
- 22 مايو – ليوبولدو خيمينيز لاعب كرة قدم فنزويلي.

### يونيو
- 27 يونيو – أوسكار سالازار لاعب كرة قاعدة فنزويلي.

### يوليو
- 7 يوليو – ليوناردو موراليس لاعب كرة قدم فنزويلي.

### أغسطس
- 19 أغسطس – لورينزو بارا ملاكم فنزويلي.
- 30 أغسطس – ليونيل فيلما لاعب كرة قدم فنزويلي.

### سبتمبر
- 27 سبتمبر – خوسيه لويس فاريلا ملاكم فنزويلي.

### ديسمبر
- 16 ديسمبر – فيرونيكا شنايدر
- 23 ديسمبر – فيكتور مارتينيز لاعب كرة قاعدة فنزويلي.

## وفيات

### مارس
- 16 مارس – ريني أوتولينا (مواليد 1927) صحفي فنزويلي.